# 1879 Бродерструм
1879 Бродерструм (1879 Broederstroom) — астероїд головного поясу, відкритий 16 жовтня 1935 року.
Тіссеранів параметр щодо Юпітера — 3,616.